# Терещенко (род)
Тере́щенки — украинский казацко-мещанский и дворянский (с 1870 года) род происходящий из Глуховщины.
Родоначальником рода был Артем Терещенко (1794—1873), который разбогател во время Крымской войны на поставках хлеба и корабельного леса, потом занялся сахаром и другими отраслями промышленности.
Его правнук, Михаил Иванович был министром иностранных дел Временного правительства России в 1917 году.

## Описание герба
В голубом щите вертикально золотая оторванная львиная лапа держит три серебряных колоса с листьями. По сторонам по золотой византийской монете.
Над щитом дворянский коронованный шлем. Нашлемник — золотая львиная лапа держит три серебряных колоса с листьями. Намёт голубой с золотом. Щитодержатели — два льва. Первый пересечён золотом и голубым, второй голубым и золотом. Оба с красными глазами и языком. Девиз: «Стремлением к общественным пользам» золотом по голубому. Герб Терещенко внесён в Часть 14 Сборника дипломных гербов Российского Дворянства, невнесённых в Общий Гербовник, стр. 19.

## Представители рода
- Терещенко, Артемий Яковлевич (1794—1873) — купец 1-й гильдии, потомственный почётный гражданин, потомственный дворянин (1870)
  - Никола Артемьевич (1819—1903) — предприниматель и благотворитель
    - Терещенко, Варвара Николаевна (1852—1922) ∞ Богдан Иванович Ханенко
    - Иван Николаевич (1834—1903) — коллекционер, меценат, владелец сахарорафинадных заводов, крупный землевладелец
      - Михаил Иванович (1886—1956) — министр иностранных дел Временного правительства
        - Пётр Михайлович (1919—2004) — кавалер ордена Почётного Легиона
          - Мишель Терещенко ; р. 1954) — украинский предприниматель, меценат. Кандидат в президенты Украины на выборах 2019 года.

        - Иван Михайлович (1931—1990)
          - Мишель Терещенко (фр. Michel Terestchenko‎; р. 1956) — французский философ

    - Александр Николович (1856—1911) — киевский благотворитель и общественный деятель

  - Фёдор Артемьевич (1832—1894) — общественный деятель
    - Фёдор Фёдорович (1888—1950) — авиаконструктор

  - Семён Артемьевич (1839—1893) — миллионер, директор банка, владелец суконной фабрики
    - Константин Семёнович (1866—?)
    - Сергей Семёнович (1869—1894)
    - Николай Семёнович (1871—?) — российский промышленник, шахматист-любитель и шахматный меценат.